# Herger (Dichter)
Herger (um 1170) zählt zu den hochmittelalterlichen, mittelhochdeutschen Sangspruchdichtern. Dem mutmaßlich bürgerlichen oder ministerialen Fahrenden Poeten wurden 28 Sprüche zugeschrieben, die zusammen das früheste mittelhochdeutsche Sangspruch-Repertoire bilden. Enthalten sind autobiographische Sprüche, Adressen an adlige Herren, Tierfabeln und religiöse Sprüche.
In der Germanistik und Editionswissenschaft ist es allerdings umstritten, ob es einen Dichter namens Herger jemals gegeben hat. Die drei Namen „Spervogel“/„Herger“/„Der Junge Spervogel“ tauchen häufig nebeneinander auf. Drei Handschriften (Die Kleine Heidelberger Liederhandschrift A, die Große Heidelberger Liederhandschrift C und die Jenaer Liederhandschrift J) überliefern über 90 Sangspruchstrophen, denen die Namen „Spervogel“ bzw. „Junger Spervogel“ zugewiesen sind. Der Name „Herger“ entstammt als literarische Figur einer der Spervogel-Strophen (II, 2), vergleichbar mit dem poetischen Beisatz „von Reuental“ des Liederdichters Neidhart, der lange Zeit als fixer Bestandteil des Dichternamens angesehen wurde. Frenzel widersprach noch 1953 einer Gleichsetzung von Spervogel und Herger, Letzterer habe sich in gesellschaftlich niedrigeren Schichten bewegt und seine Sprüche hätten einen anderen Charakter.